# Ordzovany
Ordzovany (allemand : Radholz) est un village de Slovaquie situé dans la région de Prešov.

## Histoire
Première mention écrite du village en 1260.

## Démographie

### Évolution de la population
| Année:               | 1994. | 2004.    | 2014.   | 2024.   |
| -------------------- | ----- | -------- | ------- | ------- |
| Nombre de personnes: | 151   | 170      | 165     | 162     |
| Différence:          |       | +12,58 % | -2,94 % | -1,81 % |

| Année:               | 2023. | 2024.   |
| -------------------- | ----- | ------- |
| Nombre de personnes: | 165   | 162     |
| Différence:          |       | -1,81 % |